# Præriens bedste Mand
Præriens bedste Mand er en amerikansk stumfilm fra 1917 af E. A. Martin.

## Medvirkende
- Tom Mix som Parker.
- Bessie Eyton som Texas Ryan.
- Frank Campeau som Dice McAllister.
- George Fawcett som Ryan.
- William Ryno som Jose Mandero.